# Muzej umjetnosti u São Paulu
Muzej umjetnosti u São Paulo (portugalski: Museu de Arte de São Paulu) je muzej koji se nalazi u aveniji Paulista u brazilskom gradu São Paulo. Jedna je od znamenitosti grada i glavni simbol moderne brazilske arhitekture. Zgradu muzeja je dizajnirala Lina Bo Bardi, a karakteristična je po dvije poprečne grede dužine 74 metra koje drže cijelu zgradu u zraku.
Zbirka Muzeja umjetnosti São Paula uključuje najveća imena međunarodne povijesti umjetnosti van Gogh, Francisco de Goya, Matisse, Picasso, Modigliani, Giuseppe Amisani, Marc Chagall, Max Ernst, Salvador Dalí, Joan Miró, Andy Warhol, El Greco, Diego Vélasquez, Mantegna, Bellini, Botticelli,  Giambattista Pittoni, Raphäel, Le Pérugin, Titien, Tintoretto, Guercino, Poussin, Manet, Degas, Cézanne, Monet, Renoir, Gauguin, Toulouse-Lautrec, Pierre Paul Rubens, Rembrandt, Antoine Van Dyck.
Osnovao ga je 1947. godine poduzetnik Assis Chateaubriand. U njemu se čuva kolekcija od oko 8000 umjetničkih djela iz raznih dijelova svijeta. Otvoren je 1967. godine.

## Vanjske poveznice
- (port.) Službena stranica muzeja  Arhivirana inačica izvorne stranice od 25. svibnja 2012. (Wayback Machine)